# Titularbistum Helenopolis in Palaestina
Helenopolis in Palaestina (ital.: Elenopoli di Palestina) ist ein frühchristliches Bistum und heute ein Titularbistum der römisch-katholischen Kirche. Es gehörte der Kirchenprovinz Scythopolis an.
| Titularbischöfe von Helenopolis in Palaestina |                                                  |                                                           |                   |                   |
| Nr.                                           | Name                                             | Amt                                                       | von               | bis               |
| 1                                             | Roberto Vicentini Titularerzbischof pro hac vice | Apostolischer Nuntius                                     | 19. Mai 1921      | 14. Dezember 1925 |
| 2                                             | János Mikes                                      | emeritierter Bischof von Szombathely (Ungarn)             | 21. November 1936 | 5. August 1939    |
| 3                                             | Emanuele Trindade Salgueiro                      | Weihbischof in Lissabon (Portugal)                        | 23. November 1950 | 14. März 1949     |
| 4                                             | Louis-Jean Guyot                                 | Koadjutorbischof von Coutances (- Avranches) (Frankreich) | 18. März 1949     | 8. April 1950     |
| 5                                             | Matthias Wehr                                    | Koadjutorbischof von Trier (Deutschland)                  | 3. August 1951    | 20. Dezember 1951 |
| 6                                             | John Francis Hackett                             | Weihbischof in Hartford (Connecticut) (USA)               | 10. Dezember 1952 | 30. Mai 1990      |